# Faïencerie Georges
La faïencerie Georges est une entreprise artisanale de fabrication de céramiques. Créée en 1895 par les frères Marest, la faïencerie Georges est l'une des deux faïenceries encore en activité à Nevers. Sa production associe aujourd'hui des techniques traditionnelles et des motifs contemporains.

## Histoire
Aux origines de la faïencerie Georges se trouvent les frères Marest à la fin du XIXe siècle. À l’époque, une activité de production de faïences survit tant bien que mal dans la capitale de la Nièvre, après avoir été florissante au XVIIIe siècle ; la faïence de Nevers subit la concurrence des produits anglais mais aussi de la porcelaine. Auguste-Antoine Marest est d'abord apprenti peintre à la faïencerie Montagnon qu'il quitte pour travailler à Paris à la fabrication des couleurs de céramique. Lorsqu'il rentre à Nevers en 1895, il crée avec son frère leur atelier de faïences au 37, rue du Docteur Roche avant de le déménager au 22, rue Bovet où ils sont rejoints par Girard. Ils signent leur production d'un nœud vert complété par leur nom.

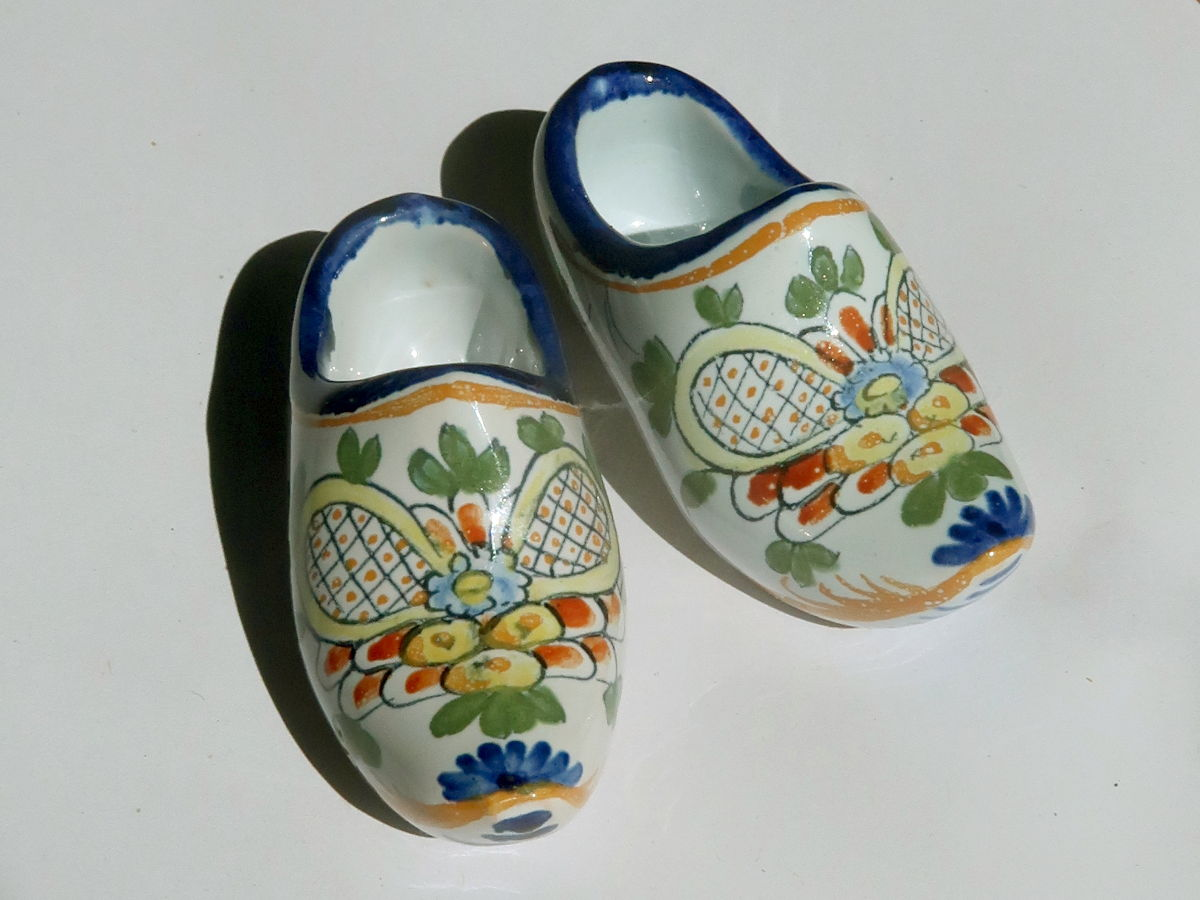
Petits sabots réalisés par la faïencerie à l'époque de Félicien Cottard (entre 1908 et 1926).

L'atelier est repris en 1908 par Félicien Cottard qui signe désormais les productions de l'atelier de deux nœuds verts. Émile Georges, ouvrier dans l'atelier, reprend l'affaire en 1926, avec son épouse Marguerite. 
Plusieurs générations de Georges se succèdent alors à la tête de cette entreprise artisanale. En 1946, André Georges succède à ses parents avec sa femme Mireille. Gisèle Bachelier Shadeck-Dechassat assure la gérance de l'entreprise de 1964 à 1991 avant que Jean-Pierre et Catherine Georges ne reprennent la direction de l'affaire. Carole Georges et Jean-François Dumont leur succède en 2010 : Carole Georges, installée à Paris comme directrice artistique, ne peut se résoudre à laisser mourir l’entreprise de ses parents et décide d’en reprendre l’exploitation avec son compagnon, Jean-François Dumont, qui abandonne son emploi au ministère du travail.

## La faïencerie actuelle
Même si les méthodes de production restent traditionnelles, Carole Georges et Jean-François Dumont ont renouvelé les motifs des assiettes, ne tenant pas à reproduire éternellement, par exemple, le dessin de la cathédrale de la ville. Ils choisissent ainsi pour thème des pylônes électriques, des usines, des métiers du XXIe siècle, etc,,. Ce faisant, ils touchent une clientèle additionnelle séduite par la dimension graphique et contemporaine de leurs créations,,,. L’entreprise utilise aussi pour une partie de sa production une technique particulière des artisans de la faïence de Nevers, le bleu de Nevers, obtenu en émaillant les pièces à la main avec de l'oxyde de cobalt. La production  reste intégralement réalisée à Nevers même si la faïencerie Georges doit aujourd'hui s'approvisionner en Allemagne pour la terre et en Espagne pour l'émail. 
La faïencerie devient en 2017 l’une des deux dernières faïenceries subsistant à Nevers. Installée 7, quai de Mantoue à Nevers, la faïencerie Georges est labellisée Entreprise du patrimoine vivant,. La production de l'atelier est toujours signée de deux nœuds verts.